# 安部清哉
安部 清哉（あべ せいや、1958年〈昭和33年〉7月19日 - ）は、日本の言語学者・日本語学者。学習院大学文学部教授。
学位は、修士（文学）（東北大学より取得）。専門は言語学・日本語学・方言学。研究分野は、語彙論・語彙史、方言史・地理言語学など。

## 経歴
東北大学大学院文学研究科博士課程後期3年の課程で単位修得中途退学。東北大学文学部助手、フェリス女学院大学助教授・教授を経て、2003年4月より学習院大学文学部教授。
日本語学会編集委員（2000年6月 - 2003年5月）・大会運営委員（2004年6月 - 2007年5月）・評議員（2006年4月 - 2021年4月）。
国立国語研究所『日本語科学』編集委員（2002年 - 2004年）。

## 著作
- 『日本語源大辞典』小学館（執筆、2005年）
- 『方言の形成』岩波書店（小林隆・木部暢子・高橋顕志・熊谷康雄共著、2007年）
- 『語彙史』岩波書店（斎藤倫明・岡島昭浩・半沢幹一・伊藤雅光・前田富祺共編著、2009年）
- 『日本古典対照分類語彙表』笠間書院（宮島達夫・鈴木泰・石井久雄共編著、2014年）
- 『日本語の音』〈日本語ライブラリー〉朝倉書店（加藤大鶴・吉田雅子共著、沖森卓也・木村一編、2017年）
- 『中世の語彙―武士と和漢混淆の時代―』シリーズ〈日本語の語彙〉3』朝倉書店（編著、2020年）
- 『明治初期理科教科書の近代漢語』花鳥社（編著、2021年）

年）